# Le Mans 66 – Gegen jede Chance
Le Mans 66 – Gegen jede Chance (Originaltitel Ford v Ferrari) ist ein Film von James Mangold, der am 30. August 2019 im Rahmen des Telluride Film Festivals seine Premiere feierte und im Herbst 2019 in die Kinos kam. Er basiert auf der Biografie Go Like Hell: Ford, Ferrari, and Their Battle for Speed and Glory at Le Mans von A. J. Baime, die der Regisseur gemeinsam mit Jason Keller, Jez Butterworth und John-Henry Butterworth für den Film adaptierte. In den Hauptrollen spielen Matt Damon und Christian Bale die Rennfahrer Carroll Shelby und Ken Miles.
Bei der Oscarverleihung 2020 gewann Le Mans 66 zwei Auszeichnungen für den besten Schnitt und besten Tonschnitt. Nominiert war der Film außerdem in den Kategorien Bester Film und Bester Ton.

## Handlung
Detroit 1963: Henry Ford II macht in der Topetage des Konzerns Druck, fordert frische Ideen zur Stärkung der bröckelnden Marktposition. Der Manager Lee Iacocca will dazu Fords schwache Wahrnehmung in der Nachkriegsgeneration verbessern. Ford soll die Strahlkraft des internationalen Motorsports nutzen, um imagemäßig in derselben Liga wie James Bond oder Ferrari mitzuspielen. Sein konservativer Chef hält zunächst nichts davon, wird aber hellhörig, als Iacocca vorträgt, dass Enzo Ferrari soviel Geld in die Perfektionierung seiner Automobile gesteckt hat, dass er jetzt an Kapitalnot leidet. Iacocca reist mit einer kleinen Delegation nach Italien und schlägt Enzo Ferrari eine hauptsächlich für Ford nutzbringende „Partnerschaft“ vor. Doch Ferrari trickst die Amerikaner aus. Durch gezielte Indiskretion erfährt Giovanni Agnelli von der Sache und bietet Ferrari prompt eine vorteilhaftere Übernahme durch Fiat an. Als Henry Ford II erfährt, wie beleidigend Ferrari sich über Ford und ihn persönlich ausgelassen hat, genehmigt er Iacocca ein großes Budget für den Aufbau eines internationalen Rennteams, das die 24-Stunden-Rennen von Le Mans gewinnen soll.
Iacocca beauftragt Carroll Shelby, der 1959 als einer der wenigen amerikanischen Fahrer das Rennen gewinnen konnte, ein entsprechendes Fahrzeug zu entwickeln. Für die Abstimmung des kurzfristig in England produzierten Prototyps des Ford GT40 heuert Shelby den britischen Rennfahrer und Fahrzeugtechniker Ken Miles an. Bei einer zufälligen Begegnung hat sich Miles jedoch gegenüber dem Senior-Vizepräsidenten von Ford, Leo Beebe, abfällig über den neuen Ford Mustang geäußert und Beebe damit gegen sich eingenommen. So wird Miles nicht als Fahrer für das Rennen 1965 nominiert und muss aus der Ferne miterleben, wie die eingesetzten Fahrzeuge über ihren Grenzen gefahren werden, schließlich alle ausscheiden und ein Ferrari einmal mehr den Sieg davonträgt.
In der Folge wird der GT40 von Shelby und Miles weiterentwickelt. Um Ford dazu zu bringen, Miles doch noch als Fahrer einzusetzen, bietet Shelby Ford eine Wette an: Sollte Miles das 24-Stunden-Rennen von Daytona gewinnen, würde er auch in Le Mans fahren. Wenn nicht, würde Ford sämtliche Anteile und Rechte an Shelby American erhalten. Obwohl Ford in Daytona nun ein zweites Team an den Start bringt, schafft Miles den Sieg und darf somit auch in Le Mans für Ford antreten.
Bei dem 24-Stunden-Rennen von Le Mans schafft es Miles nach einigen Problemen am Start und harten Zweikämpfen mit den Ferraris, sich schließlich an der Spitze abzusetzen, und fährt nach dem Ausfall aller Ferraris einem ungefährdeten Sieg entgegen. Doch Beebe hat Henry Ford II von einer anderen Vorgehensweise überzeugt: Miles soll die anderen zwei GT40 aufholen lassen, damit die drei Ford-Wagen gleichzeitig die Ziellinie überqueren können. Shelby und Miles fügen sich dem Wunsch Fords in der Annahme, dass alle drei zum Sieger erklärt würden. Nach der triumphalen Einfahrt wird jedoch überraschend Bruce McLaren zum Sieger erklärt, da dieser aufgrund seiner schlechteren Startposition insgesamt eine längere Strecke zurückgelegt hat. Miles erhält den zweiten Platz. Obwohl die internen Machtspiele bei Ford Miles abermals den verdienten Erfolg gekostet haben, widmet er sich der Weiterentwicklung des GT40. Er kommt bald darauf bei einer Testfahrt ums Leben.
In einem Epilog wird berichtet, dass Ford mit dem von Shelby und Miles entwickelten GT40 das 24-Stunden-Rennen von Le Mans auch in den Jahren 1967, 1968 und 1969 gewinnen konnte. Miles wurde 2001 posthum in die Motorsports Hall of Fame of America aufgenommen.

## Historischer Hintergrund

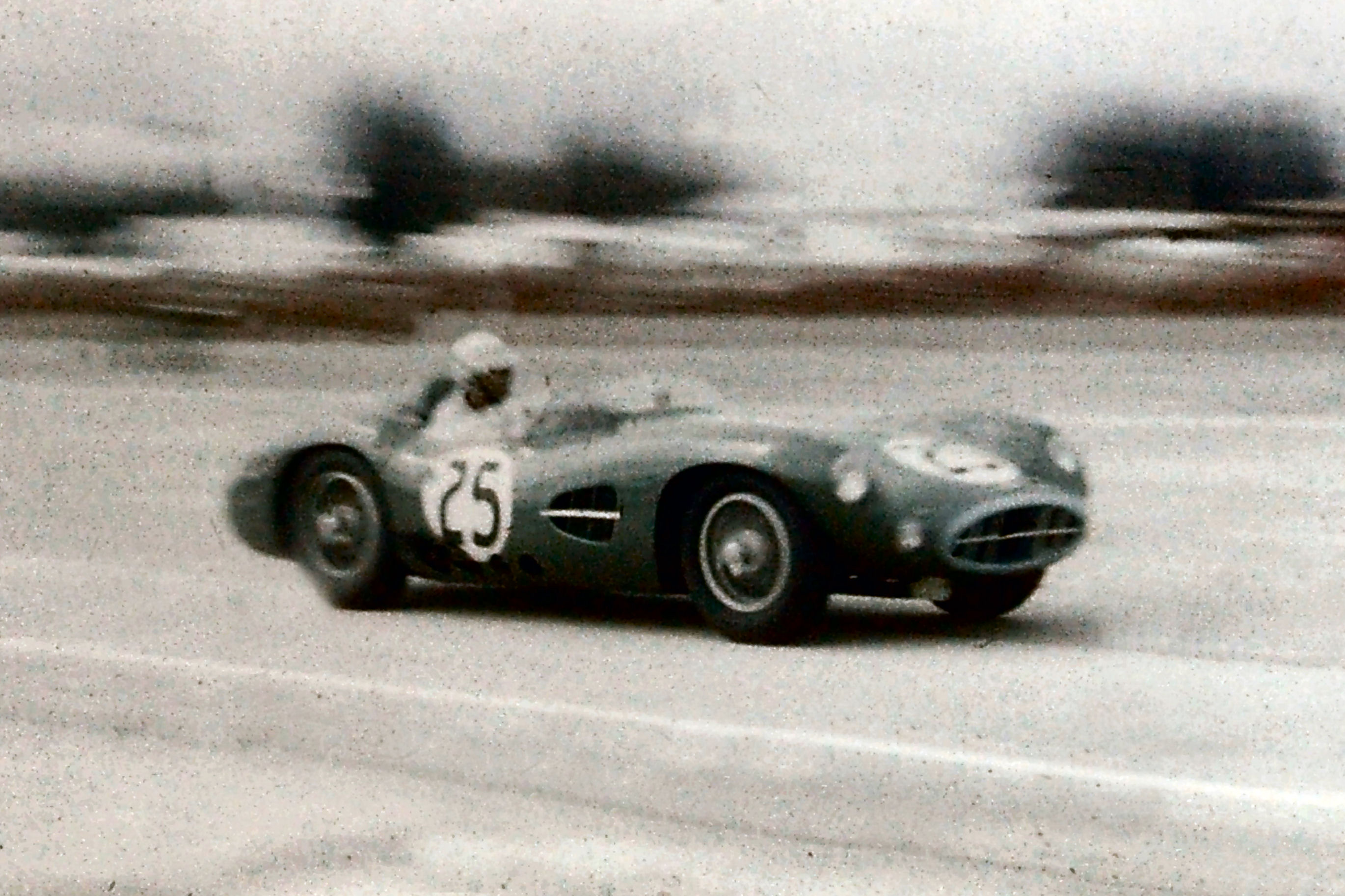
Carroll Shelby im Jahr 1958 unterwegs in einem Aston Martin

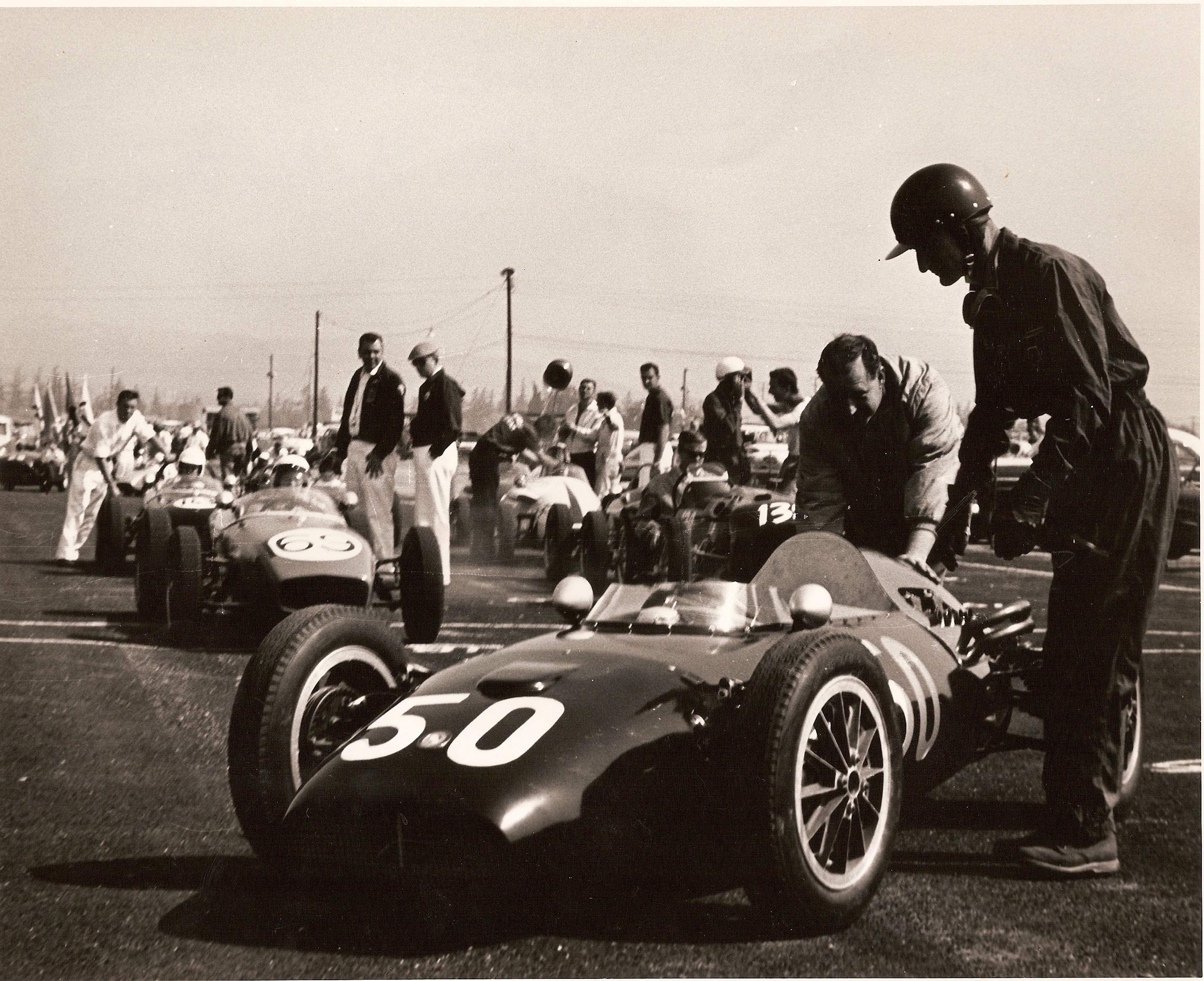
Ken Miles (rechts vorne mit Helm)

1962 ging die von Carroll Shelby geschaffene AC Cobra in Serie. Das geringe Fahrzeuggewicht in Verbindung mit dem kraftvollen V8-Motor von Ford ergab eine Kombination, gegen die die Fahrzeuge der Konkurrenz sowohl auf Rennstrecken als auch auf der Straße chancenlos waren.
Mit der AC Cobra war Shelby etwas gelungen, das vor ihm nur wenige Konstrukteure geschafft hatten: Er baute einen relativ einfachen und robusten, aber großen und starken Großserienmotor in das Fahrgestell eines kleinen und leichten Sportwagens (AC Ace) ein. So schuf er ein Auto, das wesentlich teureren und speziell für den Rennsport konstruierten Fahrzeugen überlegen war. Wegen dieses Erfolges erhielt Shelby als Konstrukteur bei Ford praktisch freie Hand und war zukünftig nicht nur für Fords Motorsportprojekte verantwortlich, sondern schuf unter anderem auch Sonderausführungen des damals erfolgreichsten Großserienfahrzeugs von Ford, des Ford Mustang.
Beim 24-Stunden-Rennen von Le Mans 1966 beendete Ford schließlich die bisherige Dominanz von Ferrari im Rennsport: Die ersten drei Plätze gingen an Fahrer bzw. Teams, die den Ford GT40 Mk.II einsetzten, während Piers Courage und Roy Pike vom britischen Team „Maranello Concessionaires“ mit ihrem Ferrari 275 GTB/C nur den achten Platz erlangten. Alle anderen Teams, die auf Rennwagen von Ferrari gesetzt hatten, waren weit abgeschlagen oder schieden überhaupt mit technischen Problemen während des Rennens vorzeitig aus. Zusätzlich dazu konnten die Siegerfahrzeuge von Ford mit einer Durchschnittsgeschwindigkeit von 210,8 km/h über das gesamte Rennen erstmals einen Schnitt von 200 km/h überbieten.
Ken Miles, der bei diesem Rennen mit dem knappsten Ergebnis aller Zeiten in Le Mans Zweiter wurde, verunglückte 1966 in Riverside bei einer Testfahrt mit einem der Ford-J-Car-Prototyp, der ab 1967 als Ford GT40 MK IV bei großen Sportwagenrennen eingesetzt wurde. Carroll Shelby starb im Mai 2012 im Alter von 89 Jahren an den Folgen eines schweren Herzleidens, das ihn bereits seit seiner Kindheit beeinträchtigt und ihn Anfang der 1960er-Jahre gezwungen hatte, seine eigene Rennsportkarriere frühzeitig aufzugeben.

## Produktion
Matt Damon spielt den Konstrukteur und Designer Carroll Shelby, Christian Bale den britischen Rennfahrer Ken Miles. Jon Bernthal spielt im Film Lee Iacocca, der ebenfalls maßgeblich an der Entwicklung des Mustang beteiligt war. Die Schauspielerin Caitriona Balfe übernahm die Rolle von Ken Miles’ Ehefrau Mollie und Noah Jupe die Rolle ihres Sohnes Peter. Josh Lucas spielt den für die Rennsportaktivitäten zuständigen Senior Vice President von Ford Leo Beebe.
Die Dreharbeiten fanden ab 30. Juli 2018 an verschiedenen Orten in Kalifornien, New Orleans und Atlanta statt. Kameramann war Phedon Papamichael, Filmeditoren waren Andrew Buckland und Michael McCusker.
Die Filmmusik komponierten Marco Beltrami und Buck Sanders. Das Soundtrack-Album, das insgesamt 15 Musikstücke umfasst, darunter neben drei Stücken der eigentlichen Filmmusik auch einen neuen Remix von James Burtons Polk Salad Annie und Songs von Nina Simone, The Sonics, Buck Owens, The Byrds und The Shadows of Knight, wurde am 15. November 2019 von Hollywood Records als Download veröffentlicht. Am gleichen Tag wurde ein separates Album mit der kompletten Filmmusik von Beltrami und Sanders veröffentlicht.
Für den Ton und den Tonschnitt zeichnete der zweifach für einen Oscar nominierte David Giammarco verantwortlich, der mit Mangold zuletzt bei Logan – The Wolverine zusammengearbeitet hatte und davor auch bei Knight and Day und Todeszug nach Yuma.
Anfang Juni 2019 wurde ein erster Trailer vorgestellt. Der Film feierte am 30. August 2019 im Rahmen des Telluride Film Festivals seine Premiere. Ab 9. September 2019 wurde er beim Toronto International Film Festival gezeigt. Anfang Oktober 2019 wurde er beim Zurich Film Festival gezeigt, eine Vorführung war auch beim Hamptons International Film Festival und beim London Film Festival geplant. Am 14. November 2019 kam er in die deutschen und die Schweizer und am darauffolgenden Tag in die US-amerikanischen Kinos.

## Synchronisation
Die deutsche Synchronisation entstand unter der Dialogregie von Marius Clarén im Auftrag der RC Production Kunze & Wunder GmbH & Co. KG in Berlin.
| Rolle            | Darsteller         | Synchronsprecher        |
| ---------------- | ------------------ | ----------------------- |
| Carroll Shelby   | Matt Damon         | Simon Jäger             |
| Ken Miles        | Christian Bale     | David Nathan            |
| Lee Iacocca      | Jon Bernthal       | Martin Kautz            |
| Mollie Miles     | Caitriona Balfe    | Manja Doering           |
| Phil Remington   | Ray McKinnon       | Viktor Neumann          |
| Peter Miles      | Noah Jupe          | Freddy Antoine Gerberon |
| Leo Beebe        | Josh Lucas         | Tobias Kluckert         |
| Henry Ford II    | Tracy Letts        | Erich Räuker            |
| Dr. Granger      | Wallace Langham    | Axel Malzacher          |
| Dieter Voss      | Rudolf Martin      | Rudolf Martin           |
| Pilot Steve      | Drew Rausch        | Armin Schlagwein        |
| Charlie Agapiou  | Jack McMullen      | Maximilian Artajo       |
| Franco Gozzi     | Corrado Invernizzi | Jens Hartwig            |
| Brumos Executive | Michael Lanahan    | Peter Flechtner         |

## Rezeption

### Altersfreigabe
In den USA wurde der Film von der MPAA als PG-13 eingestuft. In Deutschland wurde der Film von der FSK ab 12 Jahren freigegeben.

### Kritiken und Einspielergebnis
Der Film konnte bislang 92 Prozent aller Kritiker bei Rotten Tomatoes überzeugen und erhielt hierbei eine durchschnittliche Bewertung von 7,8 der möglichen 10 Punkte.

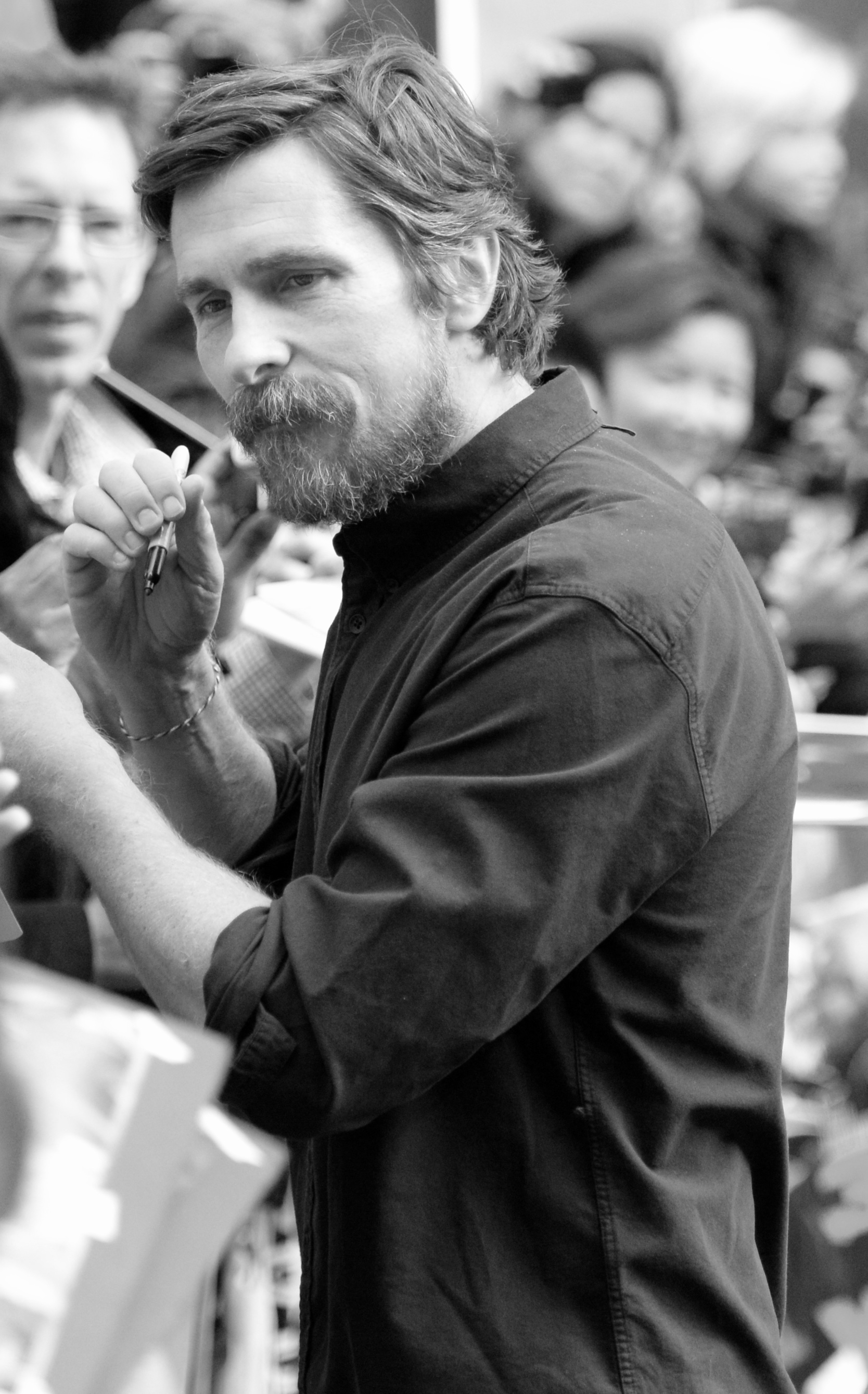
Christian Bale bei der Premiere des Films beim Toronto International Film Festival

Die Filmkritikerin Antje Wessels schreibt, das Drehbuch konzentriere sich von Anfang an auf den menschlichen Faktor in dieser Geschichte. Carroll Shelby werde von heute auf morgen zur Beendigung seiner Rennsportkarriere gezwungen und entscheide sich dafür, hinter die Kulissen des Autozirkus zu treten, während Ken Miles binnen weniger Szenen als schwer zu händelnder Raufbold etabliert werde, mit dem sich eine Zusammenarbeit als schwierig herausstellen dürfte. Dennoch fuße die Beziehung zwischen den beiden Männern auf tiefer Sympathie und unterfüttere damit den Konkurrenzkampf zwischen Ford und Ferrari mit Herz und Seele, so Wessels weiter. Seine Frau und ihr Sohn Peter machten aus Ken Miles nicht bloß einen hochengagierten Rennfahrer, sondern auch einen Familienmenschen, der das Wohl seiner Liebsten stets seiner Leidenschaft überordnet. Mit einer wahnsinnigen Detailverliebtheit gelinge es James Mangold, Autorennen als körperlich anstrengenden Sport einzufangen, indem Kameramann Phedon Papamichael zu gleichen Anteilen furiose, Übersicht über das Renngeschehen schaffende Panoramasequenzen von der Rennstrecke einfängt, gleichermaßen Christian Bales angestrengtes Gesicht in Nahaufnahme einfängt und immer wieder zwischen Aufnahmen von Lenkrad, Gas- und Bremspedal sowie Schalthebel hin- und herspringt, um das Verhalten des Autos auf der Rennstrecke direkt mit den Taten des Fahrers in Verbindung zu bringen. Das dreiköpfige Filmeditorentrio, bestehend aus Andrew Buckland, Michael McCusker und Dirk Westervelt vermenge das Ganze schließlich zu einem Paradebeispiel für einen gleichermaßen energetischen und Tempo forcierenden, aber nie unübersichtlichen Schnitt, der die hitzige Atmosphäre in der Situation optimal unterstreiche. Wessels resümiert: „Große Bilder, überraschend viel Witz und zwei tolle Hauptdarsteller machen aus James Mangolds Rennsportdrama einen der besten Filme des Jahres.“
Dem Budget von rund 97,6 Millionen US-Dollar stehen bisher weltweite Einnahmen von 225,5 Millionen US-Dollar gegenüber, von denen der Film allein 117,6 Millionen im nordamerikanischen Raum einspielen konnte. In Deutschland verzeichnet er 405.633 Besucher.

### Auszeichnungen (Auswahl)
Bei der Oscarverleihung 2020 befand sich der Film in einer Shortlist in der Kategorie Beste Filmmusik. Im Folgenden eine Auswahl weiterer Nominierungen:
AACTA International Awards 2020
- Nominierung als Bester Hauptdarsteller (Christian Bale)[27]

American Society of Cinematographers Awards 2020
- Nominierung für die Beste Kamera (Phedon Papamichael)[28]

Art Directors Guild Awards 2020
- Nominierung in der Kategorie Period Film (François Audouy)[29]

British Academy Film Awards 2020
- Auszeichnung für den Besten Schnitt (Andrew Buckland & Michael McCusker)
- Nominierung für die Beste Kamera (Phedon Papamichael)
- Nominierung für den Besten Ton (David Giammarco, Paul Massey, Steven A. Morrow & Donald Sylvester)

Camerimage 2019
- Nominierung für den Goldenen Frosch (Phedon Papamichael)[30]

Cinema Audio Society Awards 2020
- Auszeichnung in der Kategorie Live-Action-Spielfilm[31]

Critics’ Choice Movie Awards 2020
- Nominierung als Bester Film
- Nominierung für die Beste Kamera (Phedon Papamichael)
- Nominierung für den Besten Schnitt (Andrew Buckland und Michael McCusker)
- Nominierung für die Besten visuellen Effekte
- Nominierung als Bester Actionfilm

Eddie Awards 2020
- Nominierung in der Kategorie Bester Filmschnitt – Drama (Michael McCusker)[32]

Golden Globe Awards 2020
- Nominierung als Bester Hauptdarsteller – Drama (Christian Bale)

Golden Reel Awards 2020
- Nominierung in der Kategorie Best Sound Editing: Dialogue and ADR in a Feature Film
- Nominierung in der Kategorie Best Sound Editing: Sound Effects and Foley in a Feature Film[33]

Hollywood Film Awards 2019
- Auszeichnung mit dem Hollywood Director Award (James Mangold)
- Auszeichnung mit dem Hollywood Editor Award (Andrew Buckland und Michael McCusker)
- Auszeichnung mit dem Hollywood Sound Award (Donald Sylvester, Paul Massey, David Giammarco und Steven A. Morrow)[34]

Hollywood Music in Media Awards 2019
- Auszeichnung für die Beste Filmmusik – Spielfilm (Marco Beltrami und Buck Sanders)[35]

London Critics’ Circle Film Awards 2020
- Nominierung als Bester britischer oder irischer Darsteller (Noah Jupe)[36]

National Board of Review Awards 2019
- Aufnahme in die Top-Ten-Filme[37]

Online Film Critics Society Awards 2020
- Nominierung für den Besten Schnitt (Andrew Buckland und Michael McCusker)[38]

Oscarverleihung 2020
- Nominierung als Bester Film
- Auszeichnung für den Besten Schnitt (Michael McCusker & Andrew Buckland)
- Auszeichnung für den Besten Tonschnitt (Donald Sylvester)
- Nominierung für den Besten Ton

Producers Guild of America Awards 2020
- Nominierung als Bester Film (Peter Chernin, Jenno Topping & James Mangold)[39]

Satellite Awards 2019
- Auszeichnung als Bester Film – Drama
- Auszeichnung als Bester Hauptdarsteller – Drama (Christian Bale)
- Auszeichnung für die Beste Regie (James Mangold)
- Auszeichnung für den Besten Filmschnitt (Michael McCusker und Andrew Buckland)
- Auszeichnung für den Besten Tonschnitt (Donald Sylvester, Paul Massey, David Giammarco und Steven A. Morrow)
- Nominierung für das Beste Originaldrehbuch (Jez Butterworth, John-Henry Butterworth und Jason Keller)
- Nominierung für die Beste Filmmusik (Marco Beltrami und Buck Sanders)
- Nominierung für die Beste Kamera (Phedon Papamichael)
- Nominierung für die Besten Visuellen Effekte (Olivier Dumont, Mark R. Byers und Kathy Siegel)
- Nominierung für das Beste Szenenbild (François Audouy und Peter Lando)[40]

Screen Actors Guild Awards 2020
- Nominierung als Bester Hauptdarsteller (Christian Bale)
- Nominierung für das Beste Stuntensemble

Visual Effects Society Awards 2020
- Nominierung in der Kategorie Herausragende visuelle Effekte als Unterstützung in einem fotorealistischen Spielfilm (Olivier Dumont, Kathy Siegel, Dave Morley, Malte Sarnes & Mark R. Byers)[41]

## Abweichungen der historischen Vorlage
- Im Film fahren am Ende des Rennens alle drei Ford GT40 gleichzeitig bei sonnigem Wetter über die Ziellinie. Beim echten Rennen herrschte jedoch Regenwetter und die Fahrzeuge fuhren in geringem Abstand nacheinander über die Ziellinie. Vorne war die Startnummer 2 von McLaren/Amon, gefolgt von der Startnummer 1 mit Miles/Hulme im Abstand von 13,7 Metern, und hinter den beiden dann die Startnummer 5 von Bucknum/Hutcherson.
- Im Film durfte Ken Miles nicht am Rennen in Le Mans im Jahr 1965 teilnehmen, sondern hörte sich dieses zu Hause im Radio an. Tatsächlich aber war er beim Rennen dabei und fuhr für das Team Shelby American einen GT40 Mk.II zusammen mit dem zweiten Fahrer Bruce McLaren. Der Wagen fiel allerdings während des Rennens mit Motorschaden aus.